# Арройо-Саладильо
Арройо-Саладильо (исп. Arroyo Saladillo) — река в Аргентине в провинции Санта-Фе, правый приток реки Парана. Несмотря на наличие в названии слова «арройо» («ручей»), она является рекой с довольно крупной площадью водосбора, равной 3144 км². Длина реки 145 километров, общая длина всех водотоков бассейна — 359 км. Густота речной сети 0,114 км/км², уклон реки 0,57 м/км. Средний расход воды 1 м³/с.
Исток реки находится севернее города Биганд департамента Касерос. Река течёт на восток между городами Фуэнтес и Вилья-Мугета, обходит с севера коммуну Альварес, и впадает в Парану, образуя границу между городами Росарио и Вилья-Гобернадор-Гальвес.
Бассейн реки расположен на высотах 18,5-115,5 метров над уровнем моря, почвы долина сложены преимущественно лёссами.
Арройо-Саладильо имеет шесть притоков: Канделария, каналы Санфорд-Арекито, Альдеа-Ла-Эсперанса, Копакабана, Эгилус, балки Саладильо и Лос-Леонес.
Климат бассейна характеризуется величиной увлажнения, равной 1000 мм в год, с максимумом в период с октября по апрель.
Вблизи устья реки расположен региональный заповедник Доктор-Карлос-Сильвестре-Бегнис, организованный в 1995 году. Также с 1885 года на реке существует бальнеологический курорт. Важной достопримечательностью начала XX века является мост через реку.